# Cytheropteron haydenense
Cytheropteron haydenense är en kräftdjursart som beskrevs av Brouwers 1994. Cytheropteron haydenense ingår i släktet Cytheropteron och familjen Cytheruridae. Inga underarter finns listade i Catalogue of Life.